# Krustenechsen
Die Krustenechsen (Heloderma) sind eine Gattung in der Ordnung der Schuppenkriechtiere (Squamata). Diese in Wüstengebieten Nord- und Mittelamerikas heimischen Tiere galten mit ihren Vertretern lange als die einzigen giftigen Echsen; inzwischen wurde giftproduzierendes Gewebe jedoch auch bei weiteren Echsen der Toxicofera nachgewiesen.

## Vorkommen
Krustenechsen besiedeln das südwestliche Nordamerika, Mexiko und Mittelamerika. Die Gila-Krustenechse bewohnt die Sonora-Wüste mit kleinen Populationen im südlichen New Mexico, Nevada, Utah und Kalifornien. Ihr Hauptverbreitungsgebiet liegt in Arizona. Der südlichste Nachweis ist bei Álamos in Mexiko. Von Baja California ist kein Vorkommen belegt. Die vier Arten der Skorpion-Krustenechse folgen weiter südlich bis nach Guatemala (H. charlesbogerti) hinein. Gila-Krustenechsen bewohnen meist aride Wüsten und Halbwüsten. Die von Skorpion-Krustenechsen bevorzugten Biotope sind von üppigerem Bewuchs und besitzen eine höhere Luftfeuchte.

## Morphologie

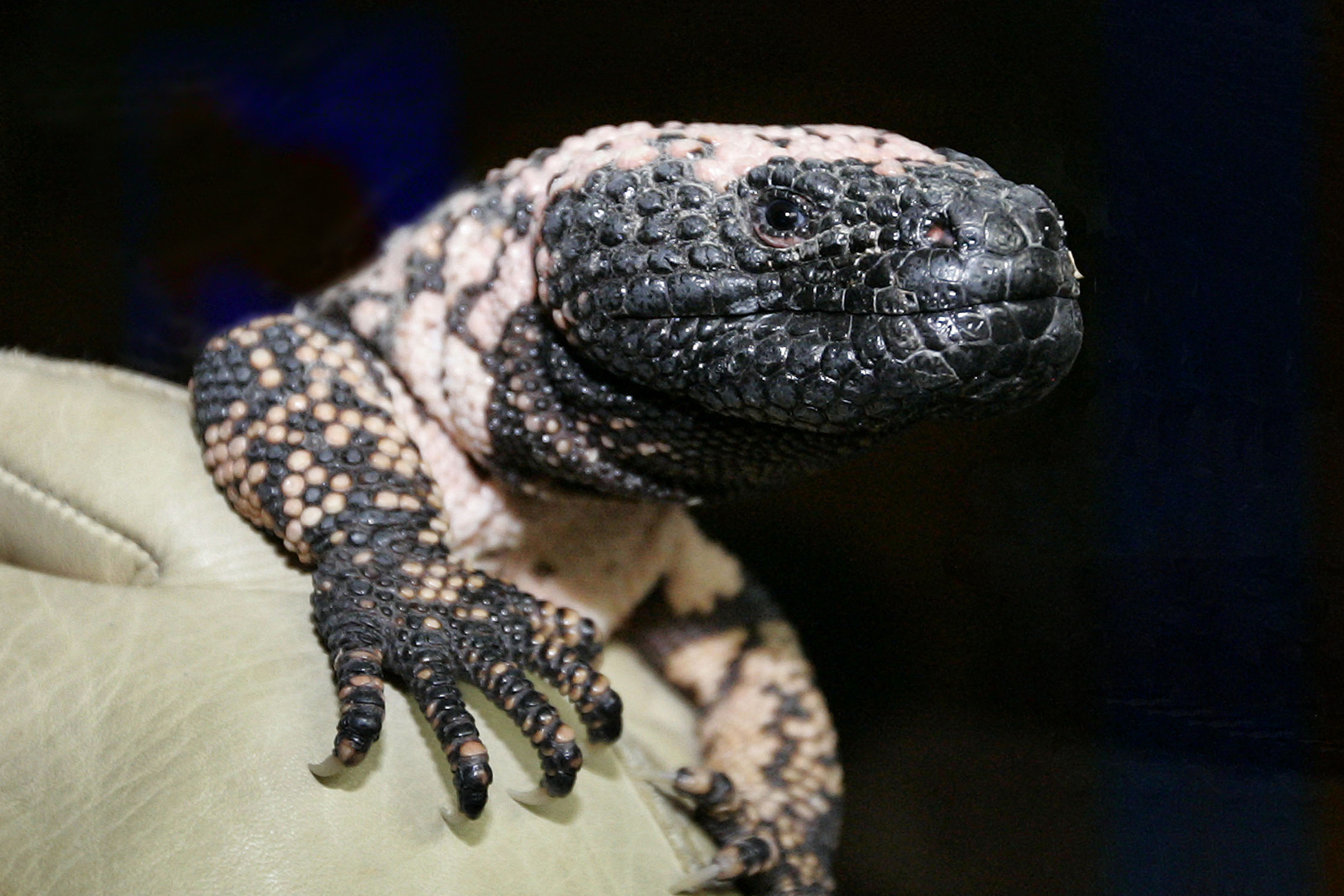
Kopf einer Gila-Krustenechse

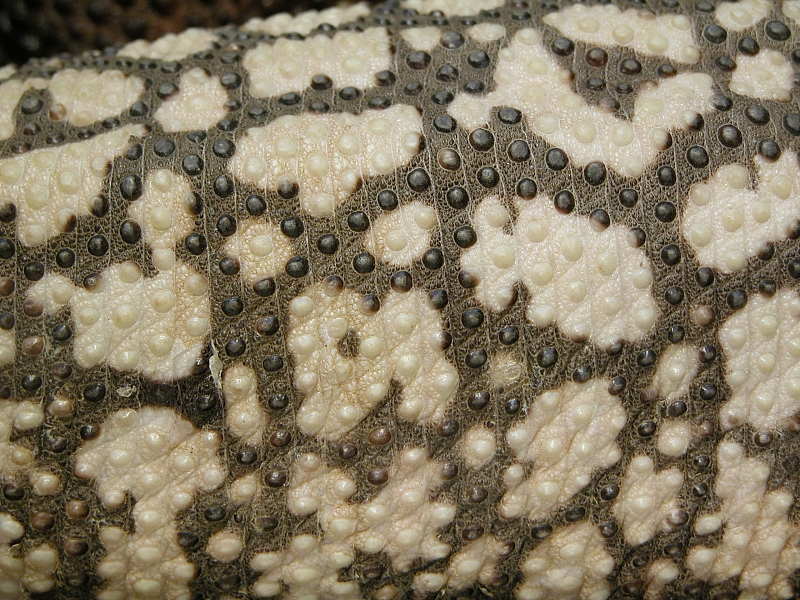
Dorsale Haut (dorsales Integument) einer Gila-Krustenechse

Der Kopf der Krustenechsen ist massiv und an seinen Seiten leicht abgeflacht. Er geht mit einem kurzen Hals in den walzenförmigen Körper über. Der kräftige Schwanz ist im Querschnitt rund. Gila-Krustenechsen erreichen eine Länge bis zu 45 cm, Skorpion-Krustenechsen bis zu 80 cm, wobei die Schwanzlänge etwa ein Drittel der Kopf-Rumpf-Länge ausmacht. Der Schwanz hat 27 bzw. 40 Wirbel. Die kurzen, kräftigen Beine haben 5 Zehen mit Krallen.

### Haut
Die Schuppen des Kopfes, Rückens und Schwanzes von Krustenechsen enthalten „Knöchelchen“ (Osteoderme), welche diese Hautpartien besonders widerstandsfähig machen. Die Bauchseite bedecken flache, nicht verknöcherte, in versetzten Querreihen angeordnete Schilde. Für die Gila-Krustenechse ergeben die auffälligen gelben oder orangen Zeichnungsarten einen Aposematismus (Warnfärbung), wodurch mögliche Fressfeinde vor einer unliebsamen Begegnung abgehalten werden könnten.

## Lebensweise
Gila-Krustenechsen nutzen als Quartiere z. B. Felsspalten, enge Erdhöhlen oder auch verlassene Bauten von Dachsen oder Ratten. Sie halten keinen Winterschlaf im klassischen Sinne, sondern eine Winterruhe (engl. brumation) und nehmen gelegentlich vor dem Ausgang ihres Unterschlupfs ein Sonnenbad. Im Frühjahr sind sie meistens am Morgen aktiv; während der heißen Sommermonate sind sie gelegentlich auch nachtaktiv. Nach einem Monsunregen (Juli/August) werden sie alles daran setzen, ihre Wasserreserven wieder aufzufüllen.
Skorpion-Krustenechsen legen ihre Behausungen überwiegend im stabilen Wurzelbereich von größeren Gehölzen an. Sie sind geschickte Kletterer und können dadurch auch Beute in höher gelegenem Geäst machen.

### Ernährung
Krustenechsen fressen bevorzugt nestjunge Nager und andere bodenbewohnende Kleinsäuger. Eine Delikatesse scheinen die Eier von bodenbrütenden Wachteln zu sein. Ähnlich wie Schlangen orten sie ihre Beute durch Züngeln mit ihrer an der Spitze gespaltenen Zunge. Die aufgenommenen „Duftstoffe“ werden zur Öffnung des Jacobson-Organs in der Mitte des Gaumens transportiert. Spezielle Nerven leiten die Informationen an das Gehirn weiter, und dort wird analysiert und interpretiert. Krustenechsen sind in der Lage, mit ihrem kräftigen Biss Beute direkt zu töten.
Energie aus der Nahrung speichern sie als Fett in der Nierengegend und im Schwanz. Von diesen Fettspeichern wird während der Winterruhe, bei klimatisch bedingten Fastenzeiten und Beutemangel gezehrt. Eine eingeschränkte Bewegungsaktivität kann sich als Überlebenstaktik erweisen.

### Fortpflanzung und Entwicklung

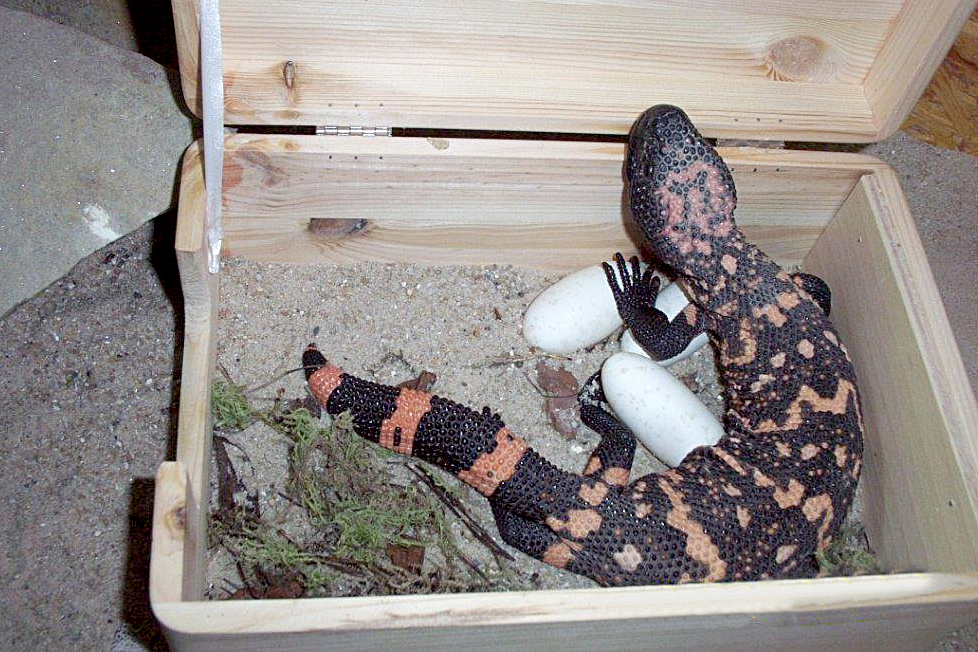
Eiablage einer Gila-Krustenechse in vorbereiteter Ablagebox

Gila-Krustenechsen paaren sich im Mai und die Weibchen legen drei bis vier Wochen später bis zu acht längliche, walzenförmige Eier, z. B. in verlassene Bauten von Ratten in einer nachgewiesenen Tiefe von etwa 60 cm. Nach einer Inkubationszeit von bis zu 150 Tagen schlüpfen die bis zu 15 cm langen Jungtiere Ende Oktober und bleiben dann unterirdisch. Im folgenden Mai/Juni kommen sie an die Oberfläche. Zu dieser Zeit sollte auch wieder reichlich Beute vorhanden sein.

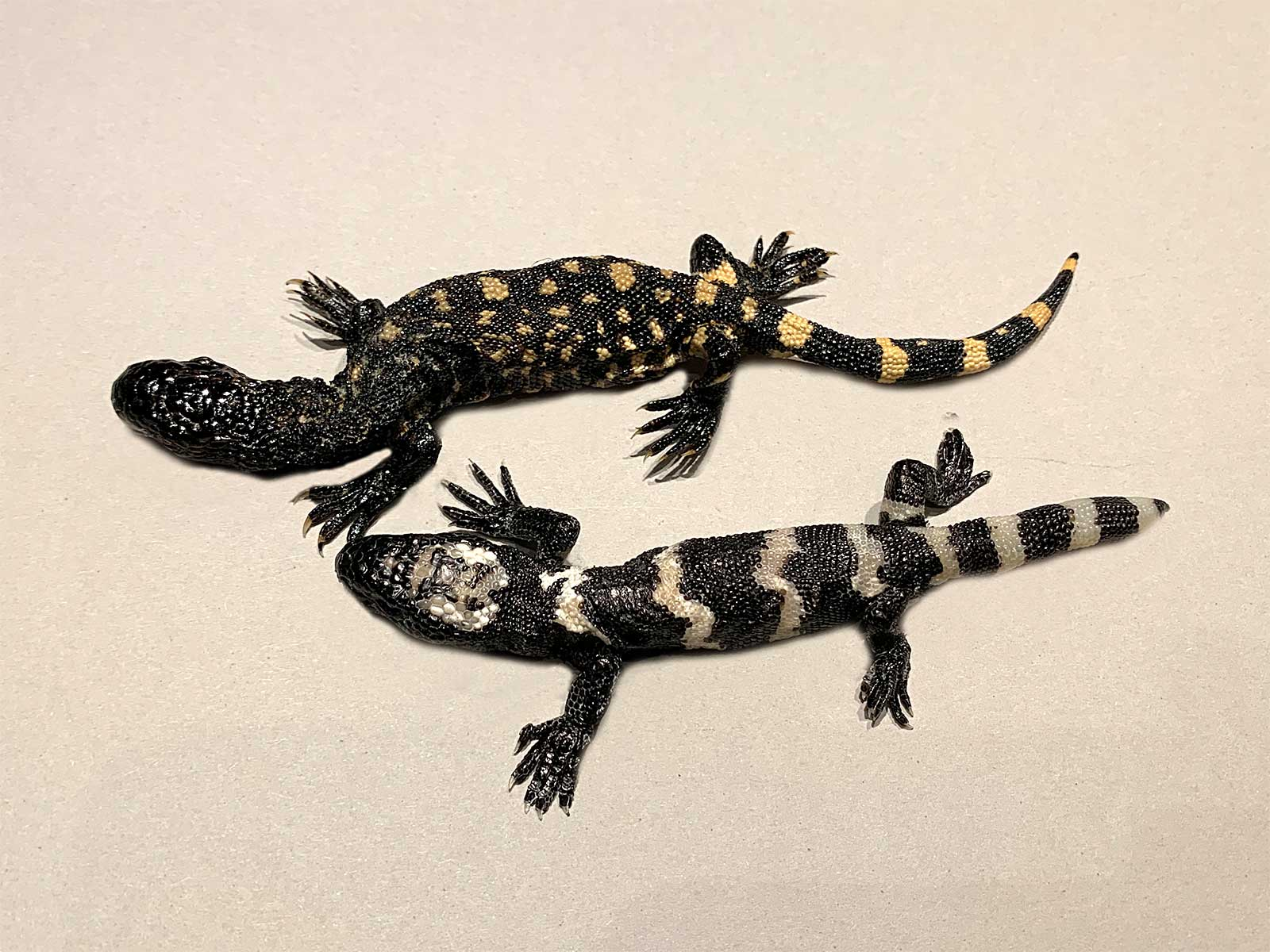
Größenvergleich von Schlüpflingen: H. exasperatum (oben) und H. suspectum (Präparate)

Skorpion-Krustenechsen paaren sich in der Natur im Herbst und legen dann bis zu 18 Eier. Sie ähneln in ihrer Größe denen von Gila-Krustenechsen. Geschlüpfte Jungtiere aller Heloderma-Arten haben eine ähnliche Größe. In Gefangenschaft gehaltene Tiere wurden über 30 Jahre alt.

## Gebiss und Giftdrüsen

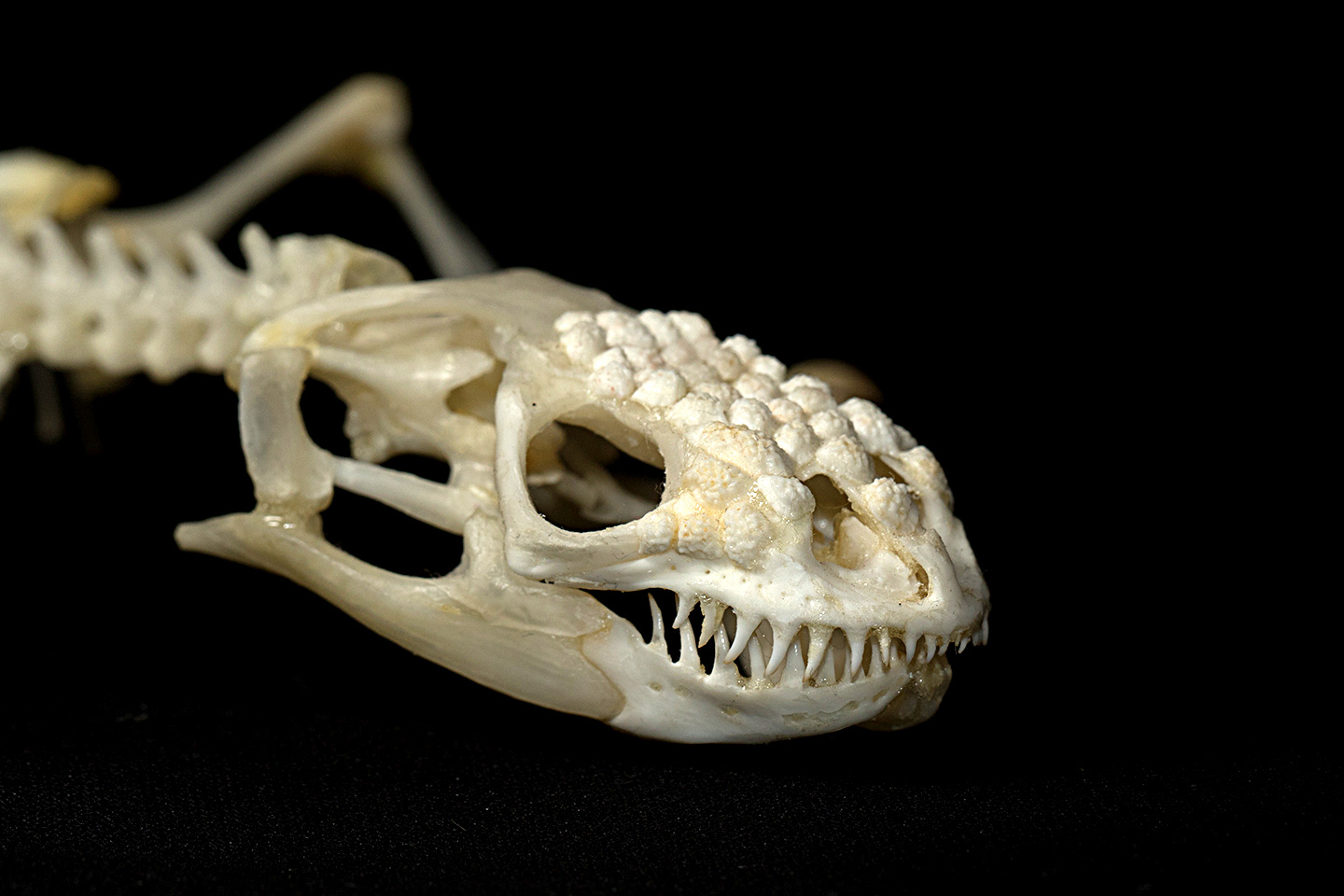
Schädel und Gebiss einer Krustenechse. Foto: A. Laube

Die Zähne sind als Fangzähne ausgebildet und leicht nach hinten gekrümmt. Die Zähne des Unterkiefers weisen an Vorder- und Rückseite jeweils eine Längsfurche zum Einleiten des Giftes in die Bisswunde der „Beute“ auf. Krustenechsen haben beidseits paarige, 40 × 5 Millimeter große Giftdrüsen am Hinterrand des Unterkiefers. Das Gift wird von dort über Kanäle durch das Zahnfleisch an die Zahnsockel transportiert und dann durch Kaubewegungen eingebracht.
Heloderma wechseln ihre Zähne ein Leben lang. Der Zahnwechsel erfolgt in einem „wellenartigen“ Muster: Zu etwa gleicher Zeit werden Zahn 1, 4 und 7 gewechselt. Mit der nächsten „Welle“ werden der zweite, fünfte und achte Zahn erneuert etc. Bricht ein Zahn ab, wird er erst wieder ersetzt, wenn er planmäßig an der Reihe ist. Zum Auswechseln eines Zahnes wird seine Basis resorbiert und der fertig ausgebildete Ersatzzahn von der Innenseite (lingual) in Position gebracht. Während dieses Prozesses schiebt sich Kiefermaterial über den Zahnsockel, sodass Zahn und Kiefer stets verbunden bleiben (pleurodont).

### Toxizität
Das Gift der Krustenechsen ist in hohem Maße toxisch. Es besteht u. a. aus Gilatoxin, Kallikreinen und bioaktiven Glykoproteinen. Außerdem wurden die Enzyme Hyaluronidase (fördert Zellmembrandurchlässigkeit) und Kallikrein (spaltet Fibrinogen) sowie das Hormon Serotonin nachgewiesen.
Das gilaspezifische Polypeptid Exendin-4 ist Vorbildsubstanz des in aufwändiger Synthese herstellbaren Exenatids, das zur Behandlung von Diabetes mellitus Typ 2 eingesetzt wird. Exendin-4 ist in seiner Aminosäuresequenz zu 53 % identisch mit dem menschlichen glucagonartigen Peptid 1 (engl.: glucagon like peptid 1, GLP-1), welches die Insulinausschüttung steuert. Im Vergleich zur unliebsamen mehrfach täglichen Injektion von Insulinen wird Exenatid nur einmal täglich appliziert und verursacht keine Unterzuckerungen. Seit dem 20. November 2006 ist dieses Arzneimittel nach den USA auch in Deutschland zur Behandlung des Diabetes mellitus, Typ 2 zugelassen. Auch spätere Weiterentwicklungen wie Liraglutid oder Semaglutid sind molekulare Nachahmer von Exendin-4.

### Biss

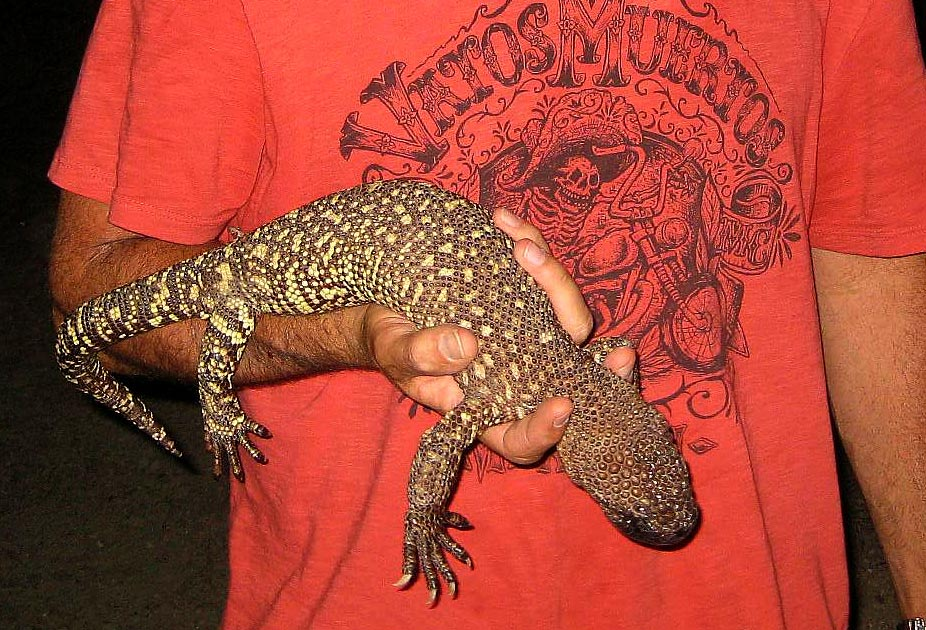
Heloderma exasperatum nahe Los Alamos

Krustenechsen warnen vor einem Biss mit Fauchen und Zischen. Es scheint erwiesen zu sein, dass ihr Biss zur Verteidigung dient und nicht zum Beutefang eingesetzt wird.
Folgen eines Bisses sind mehrere kleine Einstiche, gelegentlich abgebrochene Zähne in den Wunden. Das Gift wird mit der Lymphe über den Körper verteilt.

Ein Antiserum (Gegengift) ist nicht verfügbar, weshalb die Halter von Heloderma über aktuelle Informationen (z. B. Literatur) zur optimalen Bissbehandlung verfügen sollten.

### Symptome

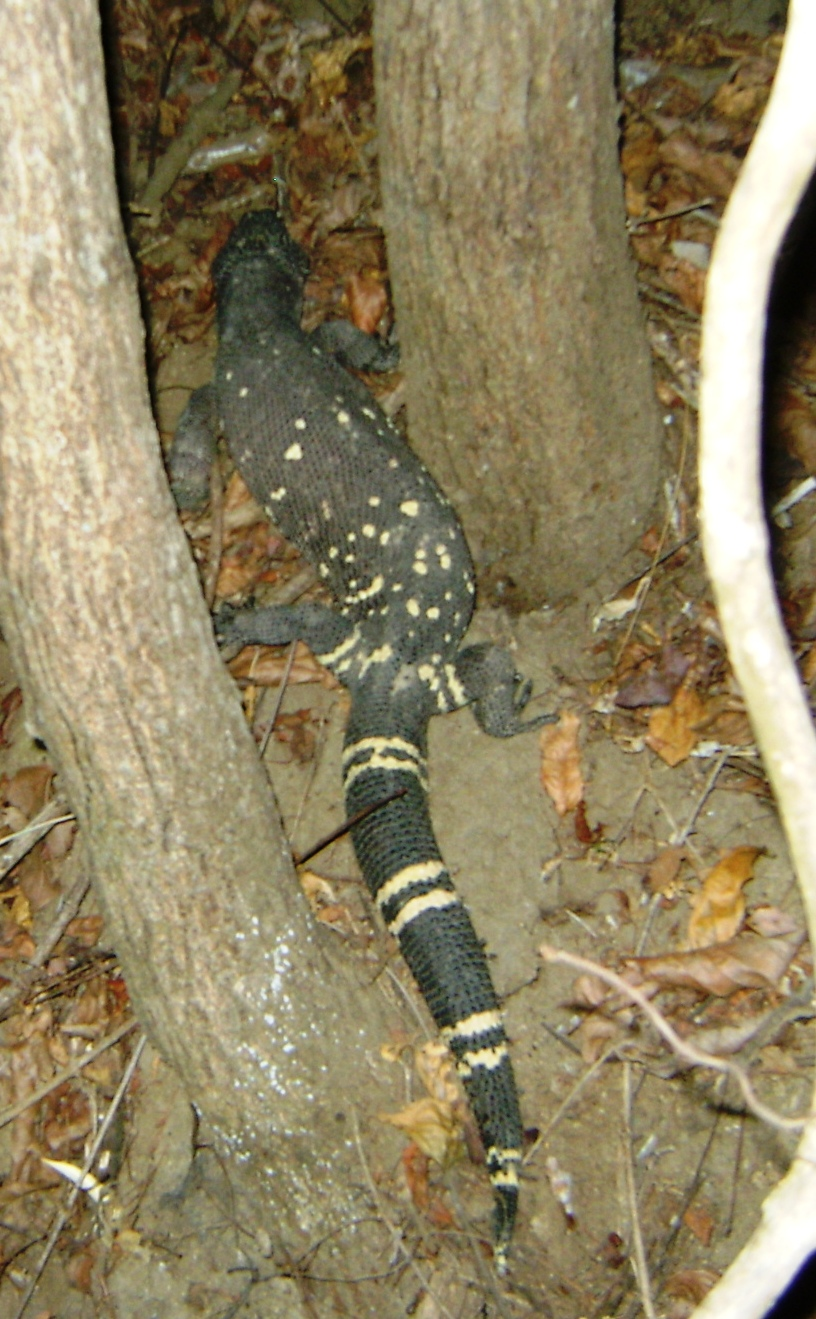
Heloderma charlesbogerti

Es treten Schwellungen oder Ödeme der betroffenen Extremität auf. Das gefürchtete Kompartmentsyndrom, welches z. B. nach einem Biss der Klapperschlange gefürchtet ist, bleibt aus. Ein intensiver Schmerz, ausgelöst durch die Kallikrenine, breitet sich in wenigen Minuten aus und kann länger als 24 Stunden bestehen. Begleiterscheinungen sind z. B. Hypotonie bis zum Kreislaufschock, Schwitzen und Schwindel. Neurologische Ausfälle sind nicht bekannt.  In den vergangenen 30 Jahren wurden keine tödlichen Bissfolgen bekannt. Eine qualifizierte symptomatische Behandlung hat sich als ausreichend erwiesen.

## Systematik
Aufgrund vieler spezieller Merkmale, die sie von anderen Familien der Schleichenartigen unterscheiden, begründen die Krustenechsen die Familie Helodermatidae, in der sie die einzige Gattung bilden.
Das folgende Kladogramm zeigt die Stellung der Krustenechsen innerhalb der Schleichenartigen:
|  | Ringelschleichen (Anniellidae)                                                                    |
|  |                                                                                                   |
|  | \| \| Doppelzungenschleichen (Diploglossidae) \| \| \| \| \| \| Schleichen (Anguidae) \| \| \| \| |
|  |                                                                                                   |
|  | Doppelzungenschleichen (Diploglossidae)                                                           |
|  |                                                                                                   |
|  | Schleichen (Anguidae)                                                                             |
|  |                                                                                                   |

|  | Doppelzungenschleichen (Diploglossidae) |
|  |                                         |
|  | Schleichen (Anguidae)                   |
|  |                                         |

|  | Ringelschleichen (Anniellidae)                                                                    |
|  |                                                                                                   |
|  | \| \| Doppelzungenschleichen (Diploglossidae) \| \| \| \| \| \| Schleichen (Anguidae) \| \| \| \| |
|  |                                                                                                   |
|  | Doppelzungenschleichen (Diploglossidae)                                                           |
|  |                                                                                                   |
|  | Schleichen (Anguidae)                                                                             |
|  |                                                                                                   |

|  | Doppelzungenschleichen (Diploglossidae) |
|  |                                         |
|  | Schleichen (Anguidae)                   |
|  |                                         |

|  | Ringelschleichen (Anniellidae)                                                                    |
|  |                                                                                                   |
|  | \| \| Doppelzungenschleichen (Diploglossidae) \| \| \| \| \| \| Schleichen (Anguidae) \| \| \| \| |
|  |                                                                                                   |
|  | Doppelzungenschleichen (Diploglossidae)                                                           |
|  |                                                                                                   |
|  | Schleichen (Anguidae)                                                                             |
|  |                                                                                                   |

|  | Doppelzungenschleichen (Diploglossidae) |
|  |                                         |
|  | Schleichen (Anguidae)                   |
|  |                                         |

|  | Ringelschleichen (Anniellidae)                                                                    |
|  |                                                                                                   |
|  | \| \| Doppelzungenschleichen (Diploglossidae) \| \| \| \| \| \| Schleichen (Anguidae) \| \| \| \| |
|  |                                                                                                   |
|  | Doppelzungenschleichen (Diploglossidae)                                                           |
|  |                                                                                                   |
|  | Schleichen (Anguidae)                                                                             |
|  |                                                                                                   |

|  | Doppelzungenschleichen (Diploglossidae) |
|  |                                         |
|  | Schleichen (Anguidae)                   |
|  |                                         |

|  | Krokodilschwanzechsen (Shinisauridae)                                            |
|  |                                                                                  |
|  | \| \| Taubwaran (Lanthanotidae) \| \| \| \| \| \| Warane (Varanidae) \| \| \| \| |
|  |                                                                                  |
|  | Taubwaran (Lanthanotidae)                                                        |
|  |                                                                                  |
|  | Warane (Varanidae)                                                               |
|  |                                                                                  |

|  | Taubwaran (Lanthanotidae) |
|  |                           |
|  | Warane (Varanidae)        |
|  |                           |

|  | Ringelschleichen (Anniellidae)                                                                    |
|  |                                                                                                   |
|  | \| \| Doppelzungenschleichen (Diploglossidae) \| \| \| \| \| \| Schleichen (Anguidae) \| \| \| \| |
|  |                                                                                                   |
|  | Doppelzungenschleichen (Diploglossidae)                                                           |
|  |                                                                                                   |
|  | Schleichen (Anguidae)                                                                             |
|  |                                                                                                   |

|  | Doppelzungenschleichen (Diploglossidae) |
|  |                                         |
|  | Schleichen (Anguidae)                   |
|  |                                         |

|  | Ringelschleichen (Anniellidae)                                                                    |
|  |                                                                                                   |
|  | \| \| Doppelzungenschleichen (Diploglossidae) \| \| \| \| \| \| Schleichen (Anguidae) \| \| \| \| |
|  |                                                                                                   |
|  | Doppelzungenschleichen (Diploglossidae)                                                           |
|  |                                                                                                   |
|  | Schleichen (Anguidae)                                                                             |
|  |                                                                                                   |

|  | Doppelzungenschleichen (Diploglossidae) |
|  |                                         |
|  | Schleichen (Anguidae)                   |
|  |                                         |

|  | Ringelschleichen (Anniellidae)                                                                    |
|  |                                                                                                   |
|  | \| \| Doppelzungenschleichen (Diploglossidae) \| \| \| \| \| \| Schleichen (Anguidae) \| \| \| \| |
|  |                                                                                                   |
|  | Doppelzungenschleichen (Diploglossidae)                                                           |
|  |                                                                                                   |
|  | Schleichen (Anguidae)                                                                             |
|  |                                                                                                   |

|  | Doppelzungenschleichen (Diploglossidae) |
|  |                                         |
|  | Schleichen (Anguidae)                   |
|  |                                         |

|  | Ringelschleichen (Anniellidae)                                                                    |
|  |                                                                                                   |
|  | \| \| Doppelzungenschleichen (Diploglossidae) \| \| \| \| \| \| Schleichen (Anguidae) \| \| \| \| |
|  |                                                                                                   |
|  | Doppelzungenschleichen (Diploglossidae)                                                           |
|  |                                                                                                   |
|  | Schleichen (Anguidae)                                                                             |
|  |                                                                                                   |

|  | Doppelzungenschleichen (Diploglossidae) |
|  |                                         |
|  | Schleichen (Anguidae)                   |
|  |                                         |

|  | Krokodilschwanzechsen (Shinisauridae)                                            |
|  |                                                                                  |
|  | \| \| Taubwaran (Lanthanotidae) \| \| \| \| \| \| Warane (Varanidae) \| \| \| \| |
|  |                                                                                  |
|  | Taubwaran (Lanthanotidae)                                                        |
|  |                                                                                  |
|  | Warane (Varanidae)                                                               |
|  |                                                                                  |

|  | Taubwaran (Lanthanotidae) |
|  |                           |
|  | Warane (Varanidae)        |
|  |                           |

### Arten
Nach modernen genetischen Kriterien besteht die Gattung Heloderma aus fünf validen Arten:
| Systematik der Krustenechsen                                               |
| Kladogramm der Krustenechsen aus Reiserer et al. (2013, nicht maßstäblich) |

Aufspaltung der Gattung im Laufe der Evolution (Reiserer et al. 2013):
1 – spätes Eozän (vor ca. 35 Millionen Jahren)
2 – spätes Miozän (vor ca. 10 Millionen Jahren)
3 – Pliozän (vor ca. 4,4 Millionen Jahren)
4 – Pliozän (vor ca. 3 Millionen Jahren)
| wissenschaftlicher Name  | dt. Name              | Benennung durch                 |
| ------------------------ | --------------------- | ------------------------------- |
| Heloderma suspectum      | Gila-Krustenechse     | Cope, 1869                      |
| Heloderma exasperatum    |                       | Bogert & Martin Del Campo, 1956 |
| Heloderma horridum       | Skorpion-Krustenechse | Wiegmann, 1829                  |
| Heloderma alvarezi       |                       | Bogert & Martin Del Campo, 1956 |
| Heloderma charlesbogerti |                       | Campbell & Vannini, 1988        |

### Stammesgeschichte

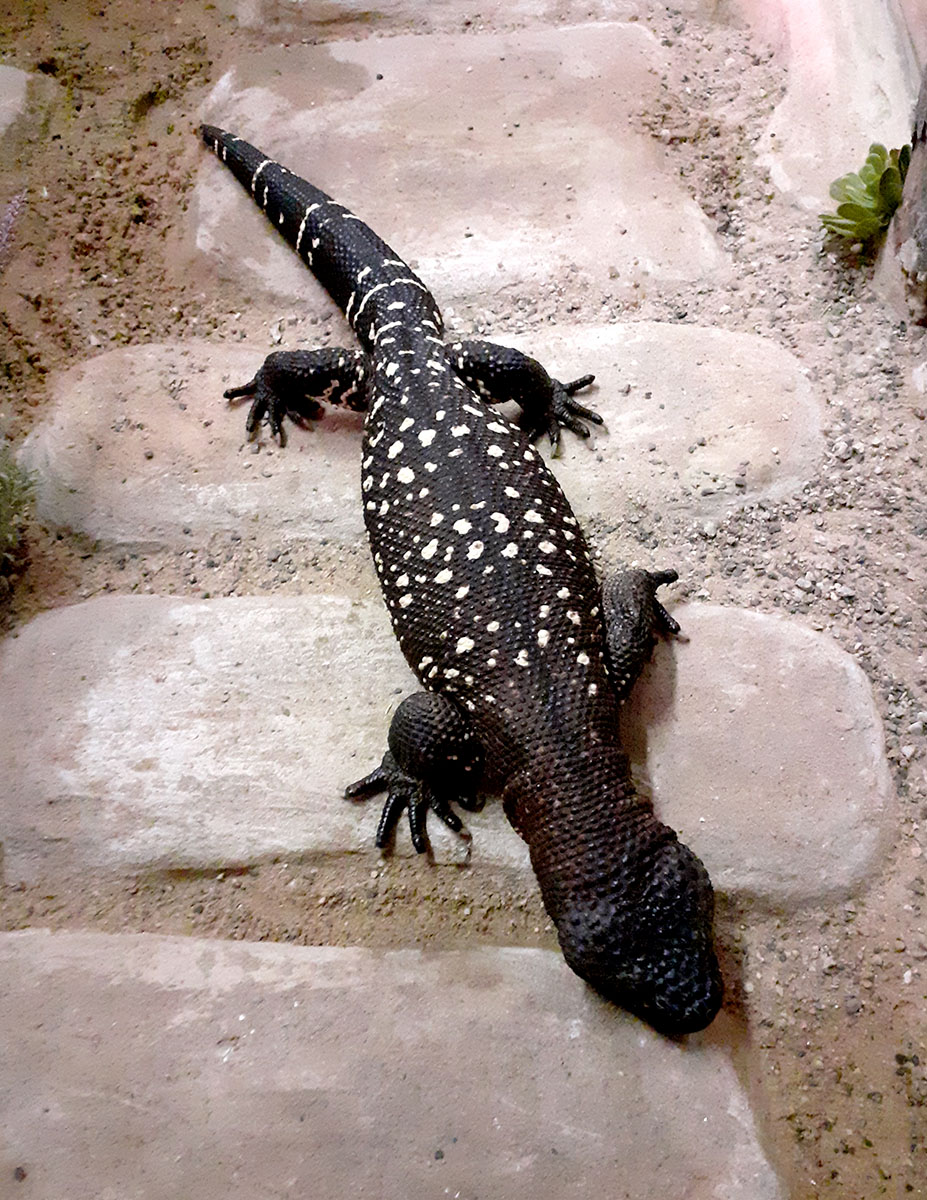
Heloderma horridum, Nachzucht

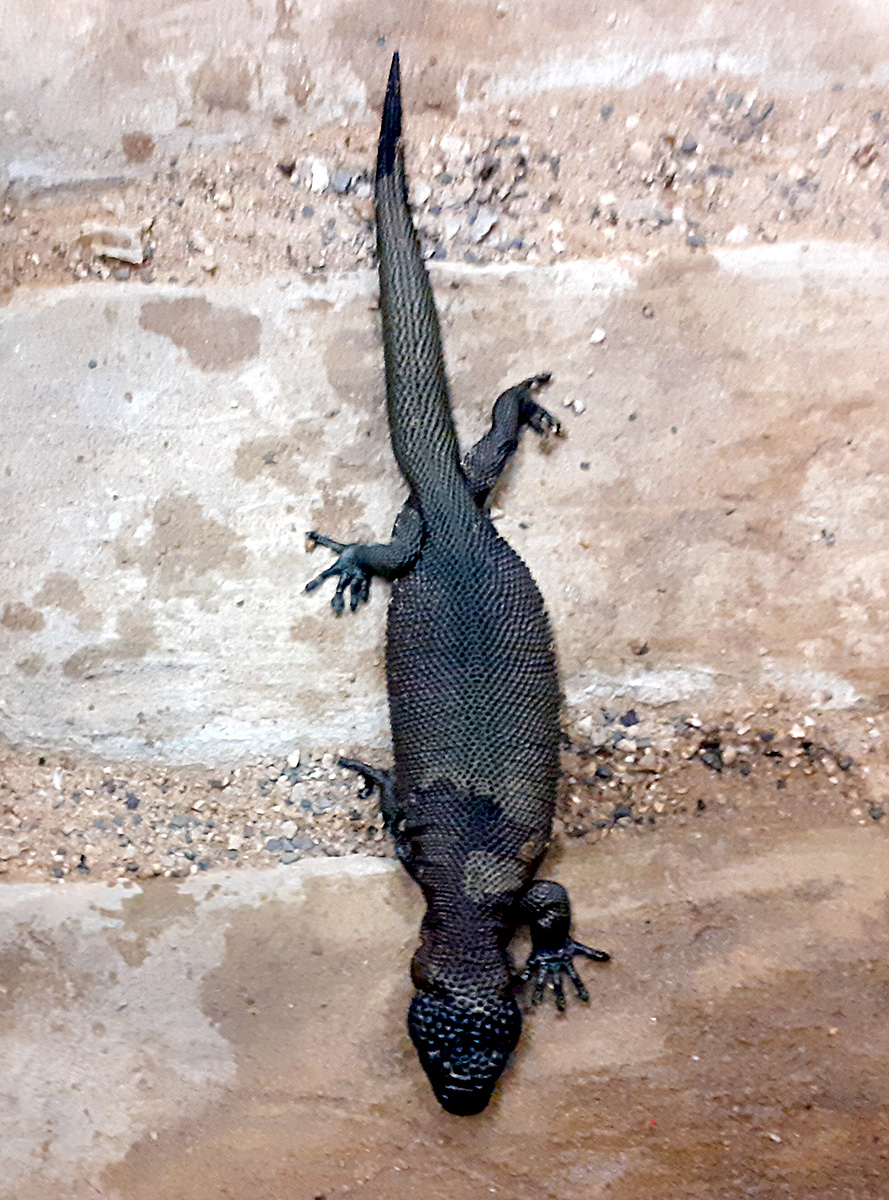
Heloderma alvarezi in Häutung

Zahlreiche fossile Funde bestätigen, dass Vorfahren von Heloderma schon seit Mitte der Kreidezeit (vor 145–66 Mio. Jahren) weite Teile der Erde besiedelten: z. B. Gobiderma pulchrum (83–71 Mio.) und Estesia mongoliensis (77 Mio.).  Aus der Oberkreidezeit  stammt Paraderma bogerti (65–70 Mio.). Im Paläogen (66–23 Mio.) folgten Eurheloderma callicum (48 Mio.) und Lowesaurus matthewi (34–23 Mio.). Heloderma texana wurde auf ca. 23 Millionen Jahre alt datiert.
Ein komplettes Skelett von Eurheloderma wurde 2009 in der Grube Messel in Hessen (UNESCO-Welterbe) gefunden.

## Gefährdung, Schutz und Bestand
Weil Gila-Krustenechsen über 90 % ihrer Lebenszeit unterirdisch verbringen, sind Schätzungen über ihre Bestandsgröße kaum möglich.
Im Jahr 1952 wurde die Gila-Krustenechse als erste giftige Spezies in Arizona unter staatlichen Schutz gestellt. Später folgten dem Beispiel alle weiteren Bundesstaaten der USA und auch Mexiko. Seit 1986 gelten die Arten der Krustenechsen als gefährdet und sind seit 2006 in der Liste der IUCN als „vulnerable“ aufgeführt. International wird der Handel mit Krustenechsen (Anhang II B ) durch CITES geregelt.

## Umsiedlung
Der Lebensraum der Gila-Krustenechse wird durch Zersiedelung und Straßenbau zunehmend zerstört und eingeschränkt. Um den Tieren ein Überleben zu ermöglichen, hat man versucht, sie in geeignete Gebiete umzusiedeln. Die Vorgehensweise einer einfachen Umsiedlung ist wohlgemeint, aber potenziell gefährlich sowohl für die umgesiedelten Tiere als auch für bereits vorhandene Populationen und für die Bewohner der Region, in der die Neuansiedlung sich vollzieht. Wenn man die Echsen in größerer Entfernung von ihrem vertrauten Lebensraum aussetzt, kann man davon ausgehen, dass sie total desorientiert sind und ihr Überleben sehr fragwürdig wird. Eine erfolgreichere Strategie wäre z. B., wenn bei der Neubebauung die neuen „Siedler“ eine intensive Aufklärungsarbeit über diese Spezies angeboten würde (z. B. „begrenzte“ Giftigkeit, Lebensweise), mit dem Ziel, das Reptil zu dulden oder gar stolz darauf sein zu können, diesen einzigartigen Mitbewohner in der eigenen Nachbarschaft zu haben.

## Nachzucht
Im Zoo von San Diego, Kalifornien wurden 1963 erstmals Gila-Krustenechsen nachgezogen. In den letzten zwei Jahrzehnten haben langjährige Heloderma-Züchter diesbezüglich ihre Erfahrungen und ihr differenziertes Wissen veröffentlicht. Dadurch wurde es vielen Terrarianern ermöglicht, jetzt auch selbst erfolgreich Helodermen nachzuziehen, was die stolzen Einträge, z. B. bei FaceBook, belegen.
H. exasperatum wird seit zwei Jahrzehnten regelmäßig nachgezogen und der Preis ist seit einiger Zeit erschwinglich. H. horridum, H. alvarezi und H. charlesbogerti sind weiterhin begehrt und finden aufgrund von verbessertem Nachzuchtmanagement allmählich auch größere Verbreitung in privater Hand.

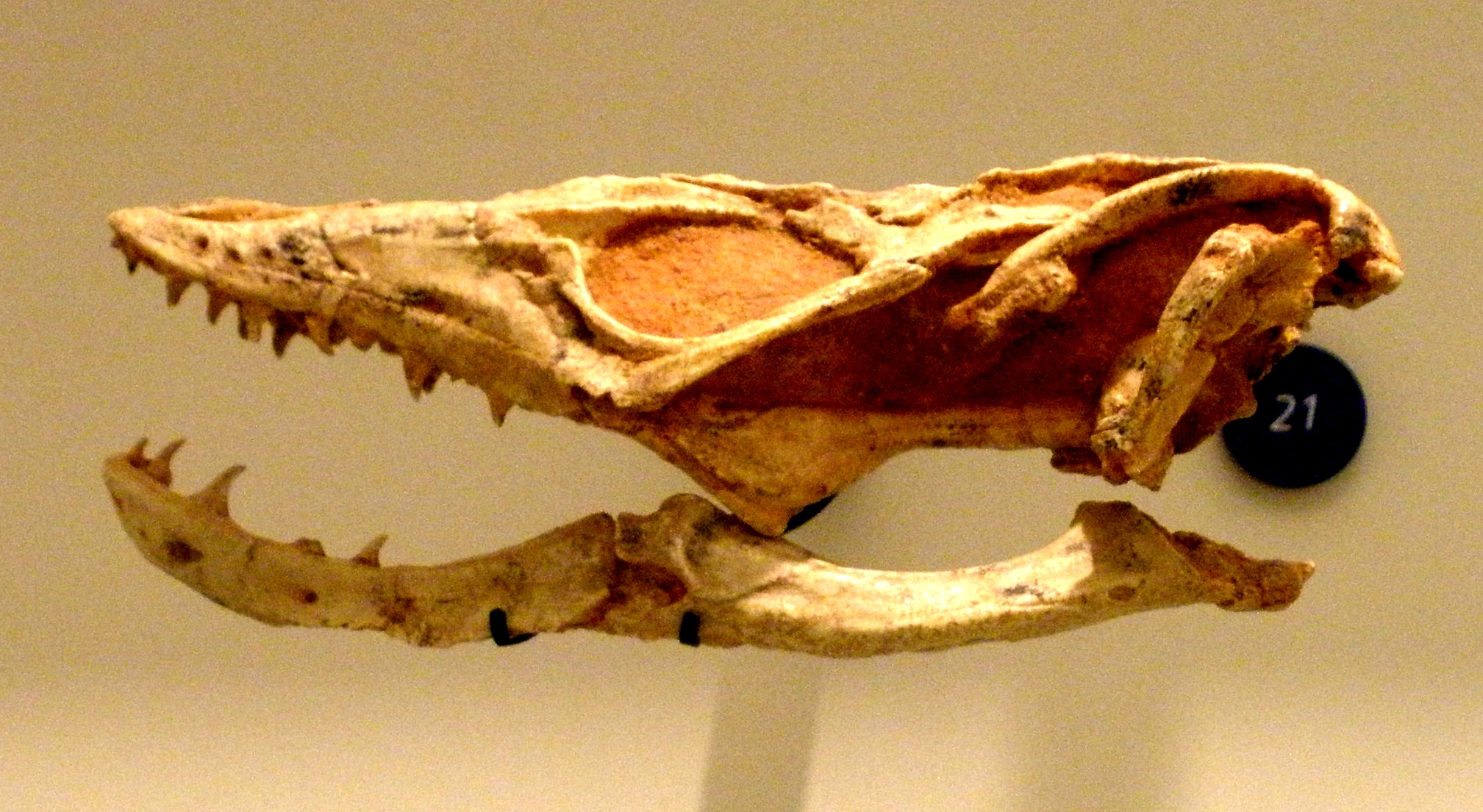
Schädel von Estesia mongoliensis

## Gesetzgebung
Die Haltung von Krustenechsen ist auf Grund ihres Schutzstatus meldepflichtig. Sie gelten in einigen deutschen Bundesländern als gefährliche Tiere. In diesen Bundesländern ist ihre Haltung erlaubnispflichtig. In Hessen ist ein Neuerwerb z. B. nur für nachgewiesene Wissenschaft oder Forschung möglich (§ 43a HOSG).